# Adesmus bisellatus
Adesmus bisellatus es una especie de escarabajo longicornio del género Adesmus, categorizada en la tribu Hemilophini, de la subfamilia Lamiinae. Fue descrita por Bates en 1881.

## Descripción
Mide 17 mm de longitud.

## Distribución
Se distribuye por Colombia y Ecuador.